# Instituto de Cultura Hispana en Houston

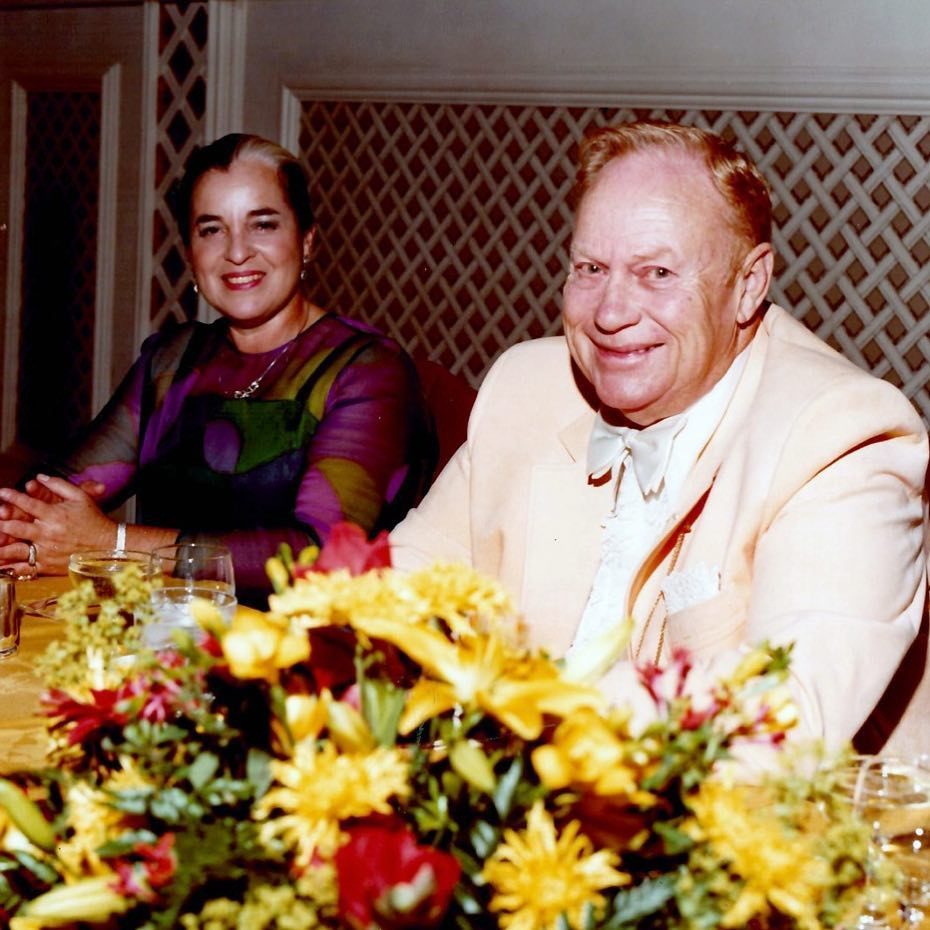
Dra. Dorothy Caram y Dr. Keith Jackson

El Instituto de Cultura Hispana en Houston, IHCH en sus siglas en inglés (Institute of Hispanic Culture of Houston), se conformó en 1965 pero se incorporó oficialmente como una organización sin fines de lucro en el Estado de Texas el año 1967. De esta manera esta institución es una de la organizaciones hispanas activas más antiguas en la ciudad de Houston.
En sus orígenes la organización se asoció con el Instituto de Cultura Hispana de España, pero más tarde, a sugerencia del Dr. Cardust, el primer presidente designado, la organización se volvió independiente para incluir a todas las naciones hispanas del mundo. En 1968, el Dr. Pedro C. Caram fue el primer presidente electo de IHCH.
En la actualidad la misión de IHCH es difundir y preservar la diversidad cultural hispanoamericana y destacar los logros históricos, literarios, científicos y artísticos de los hispanos o latinoamericanos, y especialmente de los hispanos y latinoamericanos que residen en Houston.

## Día de la Hispanidad
El Día de la Hispanidad es una iniciativa creada bajo el liderazgo de IHCH y se celebra cada año en el Miller Outdoor Theatre en Hermann Park durante el mes de octubre. Esta celebración se inició el 1983 durante la presidencia de la Dra. Dorothy Caram con la participación especial de Mario Moreno "Cantinflas".
La misión del Día de la Hispanidad fue celebrar a las distintas naciones e inspirar a los hispanos o latinoamericanos locales a establecer grupos de música y danza folklórica. El evento anual ha contando con la participación de reconocidos artistas como Libertad Lamarque, Christian Castro, Paco Peña, Tania Libertad, Ednita Nazario, Plena Libre, Siudy Flamenca, Mariachi Vargas de Tecalitlan, Aymee Nuviola, Grupo Niche, entre otros.